# Штормове попередження (фільм 2007)
«Штормове попередження» — фільм жахів 2007 року.

## Зміст
Сімейна пара потрапляє в ураган під час прогулянки на човні. Човен тоне, а вони опиняються на непривітному і безлюдному березі, де зв'язок зі світом відсутній. Ховаючись від негоди, вони знаходять стару ферму. Знахідка на фермі не обіцяє їм нічого хорошого — та переповнена марихуаною. Зі страхом вони очікують можливого повернення господаря, але реальність виявиться страшнішою за всі побоювання.